# Свети Трифон (Кавала)
„Свети Трифон“ (на гръцки: Αγίου Τρύφωνος) е православна църква в град Кавала, Егейска Македония, Гърция, част от Филипийската, Неаполска и Тасоска епархия на Вселенската патриаршия.

## Местоположение
Храмът е разположен в източната махала на града Перияли.

## История
Патронът на храма е избран, тъй като е покровител на земеделците, традиционният поминък в района. Основният камък е положен на 6 ноември 1966 година от митрополит Александър Филипийски. Строежът на храма завършва три години по-късно, като е финансиран от местното население. Църквата е осветена на 16 ноември 1969 година.
В архитектурно отношение храмът е базилика без купол. По-късно са добавени нартекс и камбанария и е построен културен център. В 1976 година църквата е обявена за енорийска.